# Municipio de Adams (Minnesota)
El municipio de Adams (en inglés: Adams Township) es un municipio ubicado en el condado de Mower en el estado estadounidense de Minnesota. En el año 2010 tenía una población de 452 habitantes y una densidad poblacional de 4,99 personas por km².

## Geografía
El municipio de Adams se encuentra ubicado en las coordenadas 43°32′34″N 92°44′59″O / 43.54278, -92.74972. Según la Oficina del Censo de los Estados Unidos, el municipio tiene una superficie total de 90.66 km², de la cual 90,66 km² corresponden a tierra firme y (0 %) 0 km² es agua.

## Demografía
Según el censo de 2010, había 452 personas residiendo en el municipio de Adams. La densidad de población era de 4,99 hab./km². De los 452 habitantes, el municipio de Adams estaba compuesto por el 96,24 % blancos, el 0,22 % eran afroamericanos, el 0,22 % eran asiáticos, el 1,55 % eran de otras razas y el 1,77 % eran de una mezcla de razas. Del total de la población el 1,99 % eran hispanos o latinos de cualquier raza.